# Nautilocalyx bryogeton
Nautilocalyx bryogeton là một loài thực vật có hoa trong họ Tai voi. Loài này được (Leeuwenb.) Wiehler mô tả khoa học đầu tiên năm 1978.